# Lisztomania (canción)
«Lisztomania» es una canción de la banda francesa Phoenix incluido en su cuarto álbum Wolfgang Amadeus Phoenix. Es su segundo sencillo del álbum, aunque un video musical de la canción fue lanzada antes de "1901". Alcanzó el puesto #11 en el Bubbling Under Hot 100 Singles en los EE. UU. y también en Bélgica el puesto #56 . Phoenix lanzó una edición remix del álbum a finales de 2009, con dos de los temas que son "Lisztomania" remixes de Alex Metric y 25 Hours a Day. La canción ayudó al álbum a ser su mayor éxito después de su anterior éxito, "1901". El video musical muestra un concierto de la banda en vivo y salen a la calle para encontrar un dirigible no rígido como el que aparece en la portada del álbum.

## Lista de canciones
Side A
1. "Lisztomania" – 4:08
2. "Lisztomania" (Alex Metric Remix) – 5:05

Side B
1. "Lisztomania" (Yuksek Remix) – 5:08
2. "Lisztomania" (A Fight for Love/25 Hours a Day Remix)

CD Single (Remixes)
1. "Lisztomania" (Holy Ghost! Loves Paris Remixomania) – 6:00
2. "Lisztomania" (Classixx Version) – 5:04
3. "Lisztomania" (Der Die Das Remix) – 4:31

## Posicionamiento en listas y certificaciones
| Listas (2009)                               | Mejor posición |
| ------------------------------------------- | -------------- |
| Bélgica (Flandes) (Ultratip Bubbling Under) | 15             |
| Bélgica (Valonia) (Ultratip Bubbling Under) | 16             |
| Estados Unidos (Bubbling Under Hot 100)     | 11             |
| Estados Unidos (Alternative Songs)          | 4              |
| Estados Unidos (Rock Songs)                 | 5              |

| País           | Organismo certificador | Certificación | Ventas |
| -------------- | ---------------------- | ------------- | ------ |
| Estados Unidos | RIAA                   | Disco de Oro  | 35 000 |

## Cultura popular
A principios de 2010, un mashup video con escenas de los actores de los años 1980 Brat Pack fue usado con la canción "Lisztomania" de fondo, fue publicado en YouTube. Poco después, otros videos fueron publicados como un homenaje en el que la gente vuelva a representar las escenas de la película en sí, creando un efecto dominó con diferentes ciudades recreando el video en todo el mundo.
La canción hace aparición en la escena inicial del juego Life Is Strange 2.
Lisztomania (Alex Metric Remix) apareció en Gran Turismo para PlayStation Portable.

Juegos Olímpicos Paris 2024
Lisztomania fue parte de la clausura de las olimpiadas Paris 2024